# Hohlraumgefüge

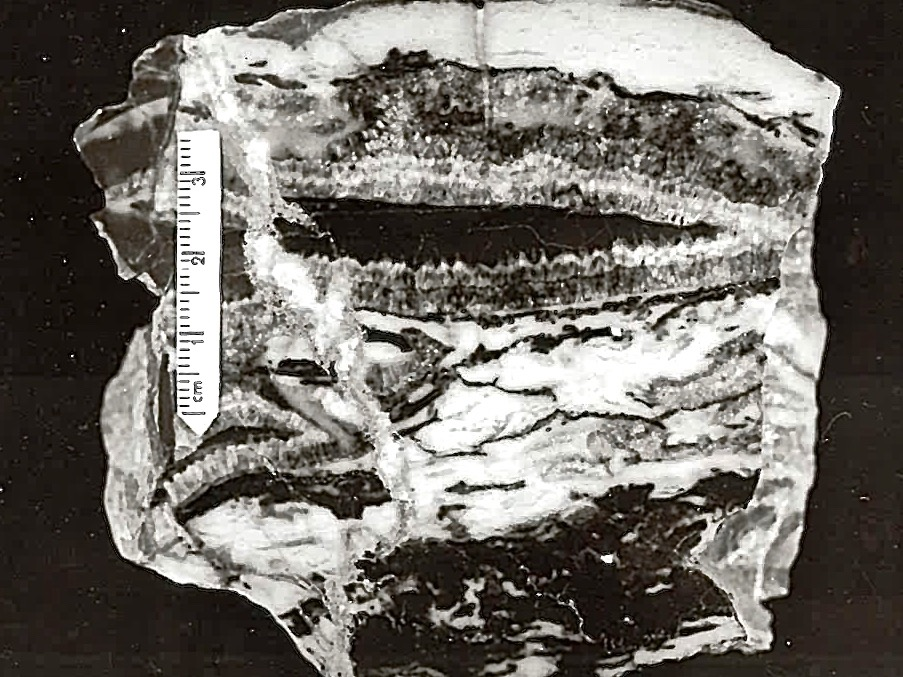
Verschiedene Typen von Hohlraumgefügen in Kalkstein einer Mud-Mound-Fazies, Rübeland, Elbingeröder Komplex (Harz)

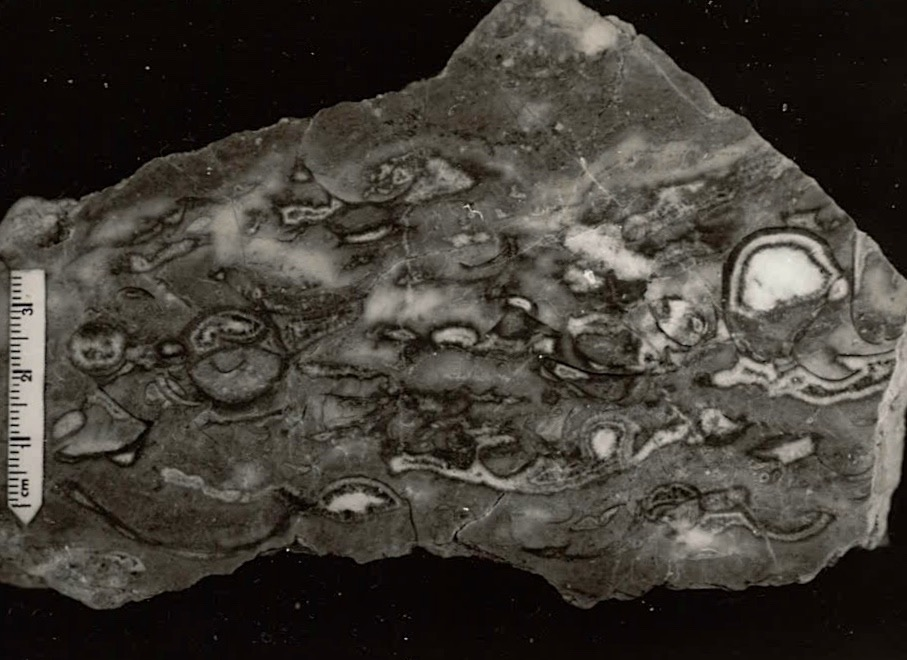
Verschiedene Typen von Hohlraumgefügen in Cephalopodenkalkstein, Rübeland, Elbingeröder Komplex (Harz)

Als Hohlraumgefüge werden Hohlräume in mikritischen oder arenitischen Karbonatgesteinen bezeichnet, die während der Ablagerung oder während der Diagenese entstanden sind. Die Hohlräume können unregelmäßig verteilt oder lagenweise angeordnet im Gestein vorkommen. Meist werden sie im (weiteren) Verlauf der Diagenese entweder mechanisch mit Sediment verfüllt (Internsediment) und/oder mit spätigem Calcit zementiert.
Nur halb mit Internsediment verfüllte Hohlräume bilden Geopetalgefüge, die als „fossile Wasserwaagen“ genutzt werden können.
Die Bildung der Hohlräume kann auf verschiedene Ursachen zurückgeführt werden:
- nicht mehr vorhandene Organismen
- Wühl- und Grabtätigkeiten von Organismen (u. a. von Crustaceen) im Sediment
- Gasblasen von verwesenden Organismen, primär von Mikrobenmatten abgestützte Lufteinschlüsse
- Rutschbewegung im Schlamm
- Setzung bei Entwässerung des Sedimentes
- Austrocknung des Sedimentes (führt zu Schrumpfporen)
- Mineralumbildungen, beispielsweise von Gips zu Anhydrit, und der damit verbundene Volumenverlust.

Hohlraumgefüge treten auf
- als Stromatactis-Gefüge in (überwiegend paläozoischen) Mud Mounds
- als Fenstergefüge in Sedimenten des gezeitenbewegten Uferbereichs und des lagunären Backreef-Bereichs von Karbonatplattformen.